# Oospila sporadata
Oospila sporadata là một loài bướm đêm trong họ Geometridae.